# Mick Jones (calciatore 1945)
Mick Jones, all'anagrafe Michael David Jones (Worksop, 24 aprile 1945), è un ex calciatore britannico, di ruolo attaccante.

## Carriera

### Nazionale
Esordisce il 12 maggio 1965 in un'amichevole contro la Germania Ovest (0-1).

## Statistiche

### Cronologia presenze e reti in nazionale
| Cronologia completa delle presenze e delle reti in nazionale ― Inghilterra | Cronologia completa delle presenze e delle reti in nazionale ― Inghilterra | Cronologia completa delle presenze e delle reti in nazionale ― Inghilterra | Cronologia completa delle presenze e delle reti in nazionale ― Inghilterra | Cronologia completa delle presenze e delle reti in nazionale ― Inghilterra | Cronologia completa delle presenze e delle reti in nazionale ― Inghilterra | Cronologia completa delle presenze e delle reti in nazionale ― Inghilterra | Cronologia completa delle presenze e delle reti in nazionale ― Inghilterra |
| Data                                                                       | Città                                                                      | In casa                                                                    | Risultato                                                                  | Ospiti                                                                     | Competizione                                                               | Reti                                                                       | Note                                                                       |
| -------------------------------------------------------------------------- | -------------------------------------------------------------------------- | -------------------------------------------------------------------------- | -------------------------------------------------------------------------- | -------------------------------------------------------------------------- | -------------------------------------------------------------------------- | -------------------------------------------------------------------------- | -------------------------------------------------------------------------- |
| 12-5-1965                                                                  | Norimberga                                                                 | Germania Ovest                                                             | 0 – 1                                                                      | Inghilterra                                                                | Amichevole                                                                 | -                                                                          |                                                                            |
| 16-5-1965                                                                  | Göteborg                                                                   | Svezia                                                                     | 1 – 2                                                                      | Inghilterra                                                                | Amichevole                                                                 | -                                                                          |                                                                            |
| 14-1-1970                                                                  | Londra                                                                     | Inghilterra                                                                | 0 – 0                                                                      | Paesi Bassi                                                                | Amichevole                                                                 | -                                                                          | 73’                                                                        |
| Totale                                                                     |                                                                            | Presenze                                                                   | 3                                                                          |                                                                            | Reti                                                                       | 0                                                                          |                                                                            |

## Palmarès

### Club

#### Competizioni nazionali
- Campionato inglese: 2

Leeds Utd: 1968-1969, 1973-1974
- Coppa d'Inghilterra: 1

Leeds Utd: 1971-1972
- Coppa di Lega inglese: 1

Leeds Utd: 1967-1968
- Community Shield: 1

Leeds Utd: 1969

#### Competizioni internazionali
- Coppa delle Fiere: 2

Leeds Utd: 1967-1968, 1970-1971

### Individuale
- Capocannoniere della Coppa dei Campioni: 1

1969-1970 (8 gol)